# Calamaria coromandelina
Calamaria coromandelina là một loài dương xỉ trong họ Isoetaceae. Loài này được L. f. Kuntze mô tả khoa học đầu tiên năm 1891.